# Катинац
Катинац је насељено место у општини Ђуловац (до 1991. Миоковићево), у западној Славонији, Република Хрватска.

## Историја
Катинац је 1885. године био место у Пакрачком изборном срезу за црквено-народни сабор у Карловцима. У њему је записано тада 1129 православних душа.
Најпознатији житељ Катинаца био је православни свештеник Платон Соларић, родом из Ператовице. Отац Платон је постао парох у Катинцу, након женидбе са Милком Николић (родом из Капеле, од оца свештеника), синовицом владике Мирона. У браки је имао шесторо деце. Соларић је пре 1889. године био пренумерант Змајевог хумористичког листа "Стармали". Соларић је био епархијски скупштинар и члан Конзисторије Пакрачке епархије (1892). Био је поп Платон и политичар, угледан и поуздан члан Српске народне самосталне странке, која је деловала у Троједници (Хрватској). А за време "Велеиздајничког процеса" у Хрватској, ухапшен је стари Платон (стар 64 године) децембра 1908. године у својој парохији и био затворен у тамници Загребачког судског стола. Ослобођен је оптужби али је убрзо на слободи умро.
Његов син Павле Соларић је 1894. године "са одликом" завршио Карловачку гимназију. Затим је октобра те 1894. године изабран за стипендисту "Путникове закладе", са годишњом стипендијом од 200 ф. Студије је наставио у Бечу, где је новембра 1896. године био у руководству "Српског академског друштва 'Зора'", као први тајник.
До територијалне реорганизације у Хрватској насеље се налазило у саставу бивше велике општине Дарувар.

## Становништво
По попису из 2011. године село је имало 115 становника.
| Националност       | 1991.        | 1981.        | 1971.        | 1961.        |
| Срби               | 150 (96,15%) | 169 (97,12%) | 212 (92,17%) | 241 (90,60%) |
| Хрвати             | 3 (1,92%)    | 0            | 18 (7,82%)   | 21 (7,89%)   |
| Југословени        | 0            | 5 (2,87%)    | 0            | 0            |
| остали и непознато | 3 (1,92%)    | 0            | 0            | 4 (1,50%)    |
| Укупно             | 156          | 174          | 230          | 266          |

- напомене:

Од 1880. до 1948. исказивано под именом Катинци. За 1869. подаци су садржани у насељу Поточани.